# Чемпіонат Європи з художньої гімнастики 2011
Чемпіонат Європи з художньої гімнастики 2011 пройшов з 25 по 29 травня в місті Мінськ, Білорусь.

## Медалісти
| Дисципліна        | Золото                                                | Срібло                                                  | Бронза                                     |
| Команда           | Команда                                               | Команда                                                 | Команда                                    |
| ----------------- | ----------------------------------------------------- | ------------------------------------------------------- | ------------------------------------------ |
| Командна першість | Росія Дар'я Дмитрієва Євгенія Канаєва Дар'я Кондакова | Білорусь Любов Черкашина Ганна Рябцева Мелітіна Станюта | Україна Ганна Різатдінова Аліна Максименко |
| Особиста першість |                                                       |                                                         |                                            |
| Вправа з булавами | Любов Черкашина (BLR)                                 | Нета Рівкін (ISR)                                       | Аліна Максименко (UKR)                     |
| Вправа з обручем  | Євгенія Канаєва (RUS)                                 | Дар'я Кондакова (RUS)                                   | Любов Черкашина (BLR)                      |
| Вправа з стрічкою | Євгенія Канаєва (RUS)                                 | Дар'я Кондакова (RUS)                                   | Сільвія Мітева (BUL)                       |
| Вправа з м'ячем   | Любов Черкашина (BLR)                                 | Євгенія Канаєва (RUS)                                   | Дар'я Дмитрієва (RUS)                      |

## Медалісти (групові вправи), юніори
| Дисципліна       | Золото         | Срібло         | Бронза         |
| Групові вправи   | Групові вправи | Групові вправи | Групові вправи |
| ---------------- | -------------- | -------------- | -------------- |
| Групова першість | Білорусь       | Росія          | Ізраїль        |
| 5 скакалок       | Росія          | Білорусь       | Азербайджан    |

## Медальний залік

### Сеньйори
| Місце               | Країна              | Золото | Срібло | Бронза | Загалом |
| ------------------- | ------------------- | ------ | ------ | ------ | ------- |
| 1                   | Росія               | 3      | 3      | 1      | 7       |
| 2                   | Білорусь            | 2      | 1      | 1      | 4       |
| 3                   | Ізраїль             | 0      | 1      | 0      | 1       |
| 4                   | Україна             | 0      | 0      | 2      | 2       |
| 5                   | Болгарія            | 0      | 0      | 1      | 1       |
| Загалом (5 збірних) | Загалом (5 збірних) | 5      | 5      | 5      | 15      |

### Юніори
| Місце              | Країна             | Золото | Срібло | Бронза | Загалом |
| ------------------ | ------------------ | ------ | ------ | ------ | ------- |
| 1                  | Білорусь           | 1      | 1      | 0      | 2       |
| 1                  | Росія              | 1      | 1      | 0      | 2       |
| 3                  | Ізраїль            | 0      | 0      | 1      | 1       |
| 3                  | Азербайджан        | 0      | 0      | 1      | 1       |
| Загалом (4 збірні) | Загалом (4 збірні) | 2      | 2      | 2      | 6       |

## Зовнішні посилання
- Офіційний сайт
- UEG Site
- Rhythmic Gymnastics Results